# フランソア
株式会社フランソアは、福岡県糟屋郡新宮町に本社を置く製パン企業で、主に九州北部で事業を展開している。
焼きたてパンの卸販売事業の嚆矢となった企業である。

## 沿革
- 1951年（昭和26年）3月26日 - 杉原哲次が資本金50万円で「杵島製パン株式会社」を設立[1]。
- 1957年（昭和32年）5月 - 「杵島製パン」が社名を「杵島糧友製パン株式会社」に変更[1]。
- 1958年（昭和33年）8月 - 新製パン工場が完成[1]。
- 1961年（昭和36年）10月6日 - 福岡市の製パン業9社が合同する形で「西日本製パン株式会社」を設立[4]。
- 1962年（昭和37年）
  - 3月 - 「杵島糧友製パン」が「伊万里糧友製パン有限会社」を吸収合併[1]。
  - 4月 - 佐賀県杵島郡北方町に冷菓工場が完成[1]。
  - 10月 - 豆菓子工場が完成[1]。
- 1963年（昭和38年）11月 - 「杵島糧友製パン」が社名を「糧友食品株式会社」に変更。
- 1964年（昭和39年）5月 - 佐世保市上原町277に製パン・製菓工場を建設し、同工場内に本社を移転[1]。
- 1967年（昭和42年）10月 - 「熊本糧友食品株式会社」が操業開始[5]。
- 1969年（昭和44年）1月27日 - 「イービーキムラヤ」と「糧友食品」が企業合併を前提として業務提携[6]。
- 1970年（昭和45年）
  - 佐世保市京町にフレッシュベーカリー（焼きたてパン）店「フランソア」1号店を開店[7]。
  - 糧友食品の菓子パン販売子会社として「株式会社フランソア」を設立[8]。
- 1977年 - 福岡県の「西日本製パン株式会社」（日本製粉系列製パン業者）を買収、同県における販路拡大。
- 1979年 - 「西日本製パン株式会社」の直営店部門「メルヘン事業部」を分離し、「株式会社フランソア福岡」を設立。
- 1980年（昭和55年）
  - 4月 - 当社と当社の子会社の「西日本製パン株式会社」、「池田製菓」（後のイケダパン）と子会社の「西日本池田製菓」、それに佐世保市の「白砂屋」が各々1000万円を出資して、資本金5000万円で販売部門の「日新製パン」を設立[9]。
- 1982年（昭和57年）
  - フランソアが諫早市の工業団地に新工場を完成[10]、焼き立てパン専門製造販売会社に変更[8]。
  - 9月 - 「池田製菓」（後のイケダパン）と販売部門を統合[11]。
  - 10月 - 「日新製パン」を「株式会社イケダ」に社名変更[12]。
- 1983年（昭和58年）9月1日 - ブランドを「キリンマークのイケダパン」で統一[13]。
- 1986年（昭和61年）
  - 7月10日 - 「池田製菓」（後のイケダパン）が鹿児島地方裁判所に会社更生法の適用を申請し倒産[14]。
  - 7月 - フジパンにパン販売子会社「株式会社イケダ」を売却[広報 1]。
- 1989年（平成元年） - 福岡市で焼き立てパンと惣菜の宅配サービス「旬工房」を開始[15]。
- 1990年（平成2年） - 佐世保市の糧友食品・佐世保市のフランソア（旧社）・福岡市の西日本製パンの3社を合併し株式会社フランソアとなる。本社を福岡市東区に移転。
- 1992年（平成4年）
  - 12月 - セブン-イレブンの北海道地区25店舗で当社のノウハウを活用した焼き立てパンのテスト販売を開始[16]。
- 1993年（平成5年）
  - 12月 - 伊藤忠商事と共同出資で設立したセブン-イレブン向けの焼き立てパン事業を統括する「東日本フレッシュベーカリーシステム」が札幌市周辺のセブン·イレブン210店で焼き立てパン「焼きたて直送便」を発売開始[17]。（総菜パン・菓子パン25種で開始[18]）
  - 本社・工場を福岡県糟屋郡新宮町（現在地）に移転[19]。
- 1994年（平成6年）
  - 11月 - セブン-イレブンの首都圏約2,500店で焼き立てパン「焼きたて直送便」を発売開始[20]。
- 1995年（平成7年）4月 - 福岡県糟屋郡新宮町の冷凍パン生地工場が本格稼働[21]。
  - 無農薬の野菜や果物の宅配事業を開始[15]。
- 2012年（平成24年）12月 - 太陽化学と折半出資で「香奈維新（天津）食品」を設立し、現地製パン業向けのパン生地の製造・販売に進出[22]。
- 2017年
  - 2月 - 福岡県久留米市の製パン業・木村屋が閉鎖し、工場を譲渡と一部事業を承継[23]。同社から販売されていた「まるあじ」の製造・販売を継承。
  - 4月 - 福岡工場・熊本工場を会社分割し、「株式会社ニューイングベーカリー九州」を設立。

## 事業所
- 本社・福岡工場・福岡事務所（福岡県糟屋郡新宮町緑ケ浜3-1-1）
- 久留米工場（福岡県久留米市津福本町1381-3）

旧木村屋工場
- 佐賀工場（佐賀県武雄市北方町大字志久4210）
- 佐世保工場（長崎県佐世保市上原町277[1]）
- 長崎工場（長崎県諫早市津久葉町278-9）
- 岩国事務所（山口県岩国市御庄1丁目107-10）
- 大分事務所（大分県別府市新別府2組2）
- 長崎事務所（長崎県諫早市津久葉町278-13）
- 佐世保事務所（長崎県佐世保市上原町271）
- 熊本事務所（熊本県熊本市北区清水新地3丁目3-20）
- 宮崎事務所（宮崎県宮崎市田野町甲10668）
- 鹿児島事務所（鹿児島県鹿児島市永吉1丁目6-12 福留ビル1F）

過去に存在した事業所
- 佐賀工場（佐賀市八戸町935[24]）

- 杵島工場（佐賀県杵島郡北方町志久4235[25]）
- 冷菓工場（佐賀県杵島郡北方町志久4214[25]）

- （初代）伊万里工場（伊万里市蓮池町57[26]）

- （2代目）伊万里工場（伊万里市新天町488[25]）

- 熊本糧友食品(株)[27] → 熊本工場[28]（飽託郡北部町楠野1088[27][28]）

1967年（昭和42年）10月開設。
- 人吉工場（人吉市願成寺町熊田口1349[30]）

- 西日本製パン本社工場（福岡市大字上和白町1195-2[31]）

1962年（昭和37年）9月1日操業開始。
- 西日本製パン北九州工場（北九州市小倉区曽根郷ヶ丘2296-4[32]）

## 過去に存在したグループ会社
- 西日本製パン株式会社（福岡県福岡市大字上和白1195-2[4]）

1961年（昭和36年）10月6日設立。
福岡市の製パン業9社が合同する形で設立した。日本製粉系列製パン業者。
かつての主要株主:三井物産・日本製粉・九州精糖・西日本相互銀行
株式会社寿軒
- 佐賀糧友製パン株式会社（佐賀県佐賀市鍋島町大字八戸935[36]、1950年（昭和25年）5月設立[37]）

かつては、発行済み株式のうち、糧友食品（現・当社）が40％、唐津糧友製パン（現・リョーユーパン）が20％を保有していた。
- エースベーカリー株式会社（味の素87.5%[38]・フランソア12.5%[38]）

## 主な商品
商品については公式サイトを参照。

### SLOW BREAD
SLOW BREAD（スローブレッド）は、国内産小麦を使用し、天然素材のみを用い、天然酵母で長時間発酵させて作るパンである。
2013年の一月ごろから九州地区限定で放送されるようになったテレビコマーシャルが、ローカルCMにしては凝っているとして一時ネットを中心に話題となった。
手書きアニメを彷彿とさせるレトロなアニメーションが特徴で、「まるでジブリ映画のようだ」と動画投稿サイトを通じてCM放送地域外の視聴者にも広まった。CMを手がけたのは長年ジブリ作品に携わってきた佐藤好春で、2007年ごろよりフランソアの自社ブランドである「スローブレッド」商品に関連するキャラクターデザインなども手がけてきた。当初CMは60秒のロングバージョンとして正月の箱根駅伝中継の合間に九州内6局でのみ放映されたが、以降ひとつの世界観を持ったシリーズとして、現在までにいくつかのバージョンが製作放送されることになる。